# Громадянство України

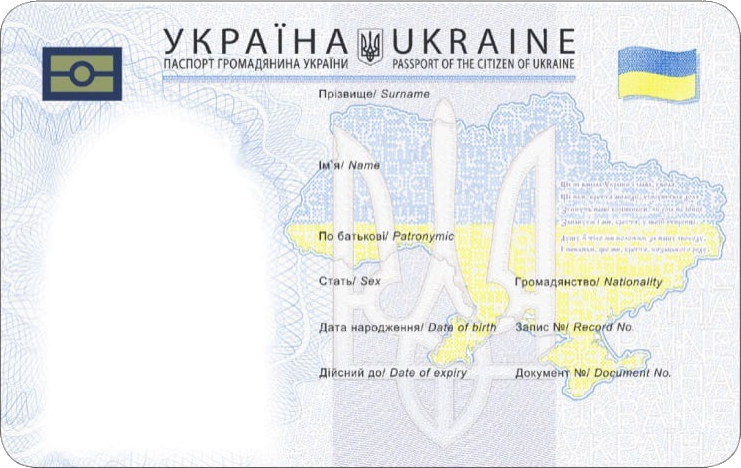
Паспорт громадянина України, як ID-картка (з 2017 року)

Громадянство України регулюється  Конституцією України, Законом України «Про громадянство» від 18 січня 2001 року, міжнародними договорами України. Впроваджене на території УНР у 1918 році, громадянство України існувало і в часи СРСР, як громадянство Української РСР. Прийняття до громадянства Української РСР здійснювала Президія Верховної Ради Української РСР (ст. 30 Конституції УРСР 1937). Конституція УРСР за 1937 у статті 17 проголошувала наступне «Стаття 17. Кожний громадянин УРСР є громадянином СРСР. Громадяни всіх інших союзних республік користуються на території УРСР усіма правами громадян УРСР.»

## Законодавче визначення
Громадянство — це стійкий правовий зв'язок особи з конкретною державою. Держава визнає і гарантує права та свободи людини, захищає її за межами держави. В свою чергу, громадянин має дотримуватися законів і приписів держави, виконувати встановлені обов'язки. Юридично закріплена система цих прав, обов'язків і законних інтересів, реалізацію і захист яких бере на себе держава, становить правовий статус громадянина, що відрізняє його від іноземців та осіб без громадянства. Рішення про вихід із громадянства вирішує Президент України.

## Історія
Вперше українське громадянство згідно відповідного закону від 2 березня 1918 року, було впроваджено на території УНР за часів УЦР. Закон про реєстрацію громадянства УНР був прийнятий 4 березня 1918 року. Громадянином вважалась особа, яка народилася, постійно проживала на території України та отримала свідоцтво про належність до громадян УНР. Подвійне громадянство виключалося.
Всі інші могли клопотати про прийняття їх в українське громадянство, але реально це право мали лише ті особи, які постійно прожили 3 роки на території України і ніколи не займались діяльністю, спрямованою проти Української державності, причому це положення не поширювалось на тих, хто до 1 серпня 1917 року проживав за межами УНР і лише в час війни прожив 3 роки на території України як військовослужбовець або біженець. Встановлювались досить стислі строки подання клопотання про українське громадянство — 3-6 місяців з дня опублікування закону, та дозволу на перебування в Україні іноземців і тих, хто відмовився від українського громадянства, теж 3-6 місяців.
Цей закон як недемократичний і національно заанґажований був розкритикований неетнічною частиною суспільства і невдовзі було запропоновано 2 альтернативних проєкти :[джерело?]
- перший від імені єврейської фракції був внесений 20 квітня 1918 року і передбачав по суті нинішній «нульовий» варіант — громадянами УНР визнавались усі без винятку піддані колишньої Російської імперії, що народились на території України або на день опублікування цього закону постійно проживали на її території.
- другий був підготований комісією Міністерства судових справ, за ним під громадянством УНР розумілась державно-правова належність людини до Української держави, що утворює права і обов'язки громадянина; а громадянами УНР визнавались всі російські піддані, які осіло перебували в Україні до 19 липня 1914 року, а ті, які оселились після 19 липня 1914 року і проживали на території УНР до оголошення цього закону, могли стати громадянами УНР, якщо упродовж 2 тижнів з дня опублікування закону подадуть заяву місцевому комісару.

Однак альтернативні проєкти не були ухвалені УЦР. Після перевороту 2 липня 1918 року гетьман ухвалив «Закон про громадянство Української Держави», основні його положення були запозичені з проєкту закону про громадянство УНР.
Під час розпаду СРСР 16 липня 1990 року була прийнята Декларація про державний суверенітет України (Української РСР). Там в розділі IV було проголошено, що Україна віднині має своє громадянство, а підстави набуття і втрати громадянства Української РСР визначаються Законом Української РСР про громадянство. Громадяни незалежної Української РСР проголошувалися вільними та рівними перед законом незалежно від походження, статі, освіти та ін.

## Сучасність
Конституція України (ст. 4) визначає, що в Україні існує єдине громадянство — тільки громадянство України. Ст. 25 Основного Закону гарантує громадянам України, що вони не можуть бути позбавлені громадянства і не можуть бути вигнаними за межі України або виданими іншій державі. Водночас громадянам України гарантується право на зміну громадянства, а також піклування і захист тих із них, які перебувають за межами України.
Спеціальним законодавчим актом з питань громадянства є Закон України «Про громадянство України» від 18 січня 2001 року. Цей Закон відповідно до Конституції України визначає правовий зміст громадянства України, підстави і порядок його набуття та припинення, повноваження органів державної влади, що беруть участь у вирішенні питань громадянства України, порядок оскарження рішень з питань громадянства. Закон визначає принципи, на яких ґрунтується законодавство України про громадянство: принцип єдиного громадянства; принцип рівності перед законом громадян України незалежно від підстав, порядку і моменту набуття ними громадянства України; принцип збереження громадянства України незалежно від місця проживання громадянина України; принцип неможливості автоматичного набуття або припинення громадянства України у зв'язку з укладанням або припиненням шлюбу чи припиненням громадянства України другим з подружжя та інші.

## Принципи громадянства в законодавстві України

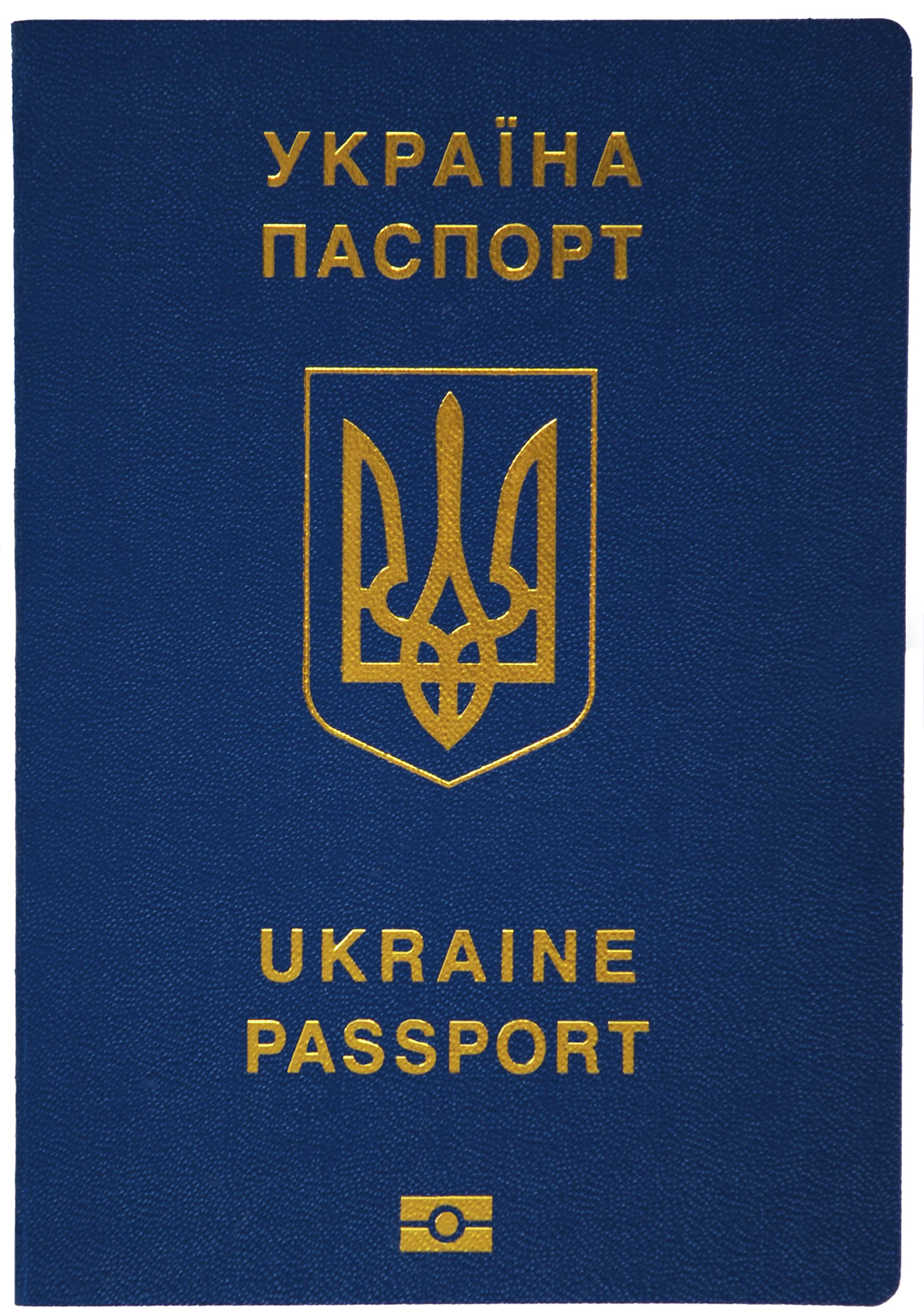
Паспорт громадянина України для виїзду за кордон.

Законодавство України про громадянство ґрунтується на таких принципах:
1. Єдиного громадянства — громадянства держави Україна, що виключає можливість існування громадянства адміністративно-територіальних одиниць України. Якщо громадянин України набув громадянство (підданство) іншої держави або держав, то у правових відносинах з Україною він визнається лише громадянином України. Якщо іноземець набув громадянство України, то у правових відносинах з Україною він визнається лише громадянином України;
2. Запобігання виникненню випадків без громадянства;
3. Неможливості позбавлення громадянина України громадянства України;
4. Визнання права громадянина України на зміну громадянства;
5. Неможливості автоматичного набуття громадянства України іноземцем чи особою без громадянства внаслідок укладення шлюбу з громадянином України або набуття громадянства України його дружиною (чоловіком) та автоматичного припинення громадянства України одним із подружжя внаслідок припинення шлюбу або припинення громадянства України іншим з подружжя;
6. Рівності перед законом громадян України незалежно від підстав, порядку і моменту набуття ними громадянства України;
7. Збереження громадянства України незалежно від місця проживання громадянина України.

## Громадяни України
Громадянами України є:
1) усі громадяни колишнього СРСР, які на момент проголошення незалежності України (24 серпня 1991 року) постійно проживали на території України;
2) особи, незалежно від раси, кольору шкіри, політичних, релігійних та інших переконань, статі, етнічного та соціального походження, майнового стану, місця проживання, мовних чи інших ознак, які на момент набрання чинності Законом України «Про громадянство України» (1636-12) (13 листопада 1991 року) проживали в Україні і не були громадянами інших держав;
3) особи, які прибули в Україну на постійне проживання після 13 листопада 1991 року і яким у паспорті громадянина колишнього СРСР зразка 1974 року органами внутрішніх справ України внесено напис «громадянин України», та діти таких осіб, які прибули разом із батьками в Україну і на момент прибуття в Україну не досягли повноліття, якщо зазначені особи подали заяви про оформлення належності до громадянства України; (Пункт 3 частини першої статті 3 в редакції Закону N 2663-IV (2663-15) від 16.06.2005)
4) особи, які набули громадянство України відповідно до законів України та міжнародних договорів України.
Документами, що підтверджують громадянство України, є:
1) паспорт громадянина України;
2) свідоцтво про належність до громадянства України;
3) паспорт громадянина України для виїзду за кордон;
4) тимчасове посвідчення громадянина України;
5) проїзний документ дитини;
6) дипломатичний паспорт;
7) службовий паспорт;
8) посвідчення особи моряка;
9) посвідчення члена екіпажу;
10) посвідчення особи на повернення в Україну

## Набуття громадянства України
Громадянство України набувається:
1) за народженням;
2) за територіальним походженням;
3) внаслідок прийняття до громадянства;
4) внаслідок поновлення у громадянстві;
5) внаслідок усиновлення;
6) внаслідок встановлення над дитиною опіки чи піклування;
7) внаслідок встановлення над особою, визнаною судом недієздатною, опіки;
8) у зв'язку з перебуванням у громадянстві України одного чи обох батьків дитини;
9) внаслідок встановлення батьківства;
10) за іншими підставами, передбаченими міжнародними договорами України.
Закон «Про громадянство» визначає особливості набуття громадянства України за народженням:
— особа, батьки або один з батьків якої на момент її народження були громадянами України, є громадянином України;
— особа, яка народилася на території України від осіб без громадянства, які на законних підставах проживають на території України, є громадянином України;
— особа, яка народилася за межами України від осіб без громадянства, які постійно на законних підставах проживають на території України, і не набула за народженням громадянства іншої держави, є громадянином України;
— особа, яка народилася на території України від іноземців, які постійно на законних підставах проживають на території України, і не набула за народженням громадянства жодного з батьків, є громадянином України;
— особа, яка народилася на території України, одному з батьків якої надано статус біженця в Україні чи притулок в Україні, і не набула за народженням громадянства жодного з батьків або набула за народженням громадянства того з батьків, якому надано статус біженця в Україні чи притулок в Україні, є громадянином України;
— особа, яка народилася на території України від іноземця і особи без громадянства, які постійно на законних підставах проживають на території України, і не набула за народженням громадянства того з батьків, який є іноземцем, є громадянином України;
— новонароджена дитина, знайдена на території України, обоє з батьків якої невідомі (знайда), є громадянином України;
— особа, яка має право на набуття громадянства України за народженням, є громадянином України з моменту народження.
Закон «Про громадянство» встановлює також порядок набуття громадянства України за територіальним походженням. Реєструється як громадянин України особа (а також її діти), яка сама або хоча б один з її батьків, дід чи баба, брат чи сестра народилися або постійно проживали до 16 липня 1990 року на території, яка стала територією України відповідно до ст. 5 Закону України «Про правонаступництво України», а також на інших територіях, що входили до складу Української Народної Республіки, Західноукраїнської Народної Республіки, Української Держави, Української Соціалістичної Радянської Республіки, Закарпатської України, Української Радянської Соціалістичної Республіки (УРСР), і є особою без громадянства або іноземцем, що взяв зобов'язання припинити іноземне громадянство, та подала заяву про набуття громадянства України. Пасують у цьому випадку також син, дочка, онук, онука. Однак не пасують чоловік, дружина, двоюрідні або троюрідні брати чи сестри, тітки, дядьки тощо.
Іноземець або особа без громадянства можуть бути за їх клопотаннями прийняті до громадянства України.

## Відмова у набутті громадянства України
Відмовити у громадянстві можуть у випадках, коли особа вчинила злочини проти людства та геноцид, а також особам, які були засуджені в Україні. Відмову можна отримати, якщо не підтверджуються права на громадянство, у разі неправильного написання заяви та неправильної підготовки документів.

## Припинення громадянства України
Припинення громадянства — це припинення постійного правового зв'язку особи з державою.
Світовий досвід правового регулювання громадянства свідчить, що громадянство може припинятися за такими підставами:
1) відповідно до закону;
2) позбавлення громадянства;
3) внаслідок виходу або відмови від громадянства;
4) на підставі міжнародних договорів;
5) внаслідок припинення існування держави, як суб'єкта міжнародного права.

Згідно зі ст. 17 Закону «Про громадянство України», громадянство припиняється:
1) внаслідок виходу з громадянства України;
2) внаслідок втрати громадянства України;
3) на підставах, передбачених міжнародними договорами України.

## Вихід із громадянства
Вихід із громадянства — це припинення громадянства за ініціативою особи.
Європейська конвенція містить норму, відповідно до якої всі держави, що підписали конвенцію, зобов'язані передбачити можливість припинення громадянства за бажанням особи. Право особи на вихід із громадянства міститься в ч. 2 ст. 15 Загальної декларації прав людини, в положенні про те, що ніхто не може бути позбавлений права змінити громадянство. Більшість європейських держав не дозволяють виходу із громадянства, якщо це призведе до апатризму, тобто безгромадянства особи. Встановлення відповідних обмежень щодо виходу з громадянства є правомірним.
Вихід із громадянства України — найпоширеніша підстава його припинення. Конституція України (ч. 1 ст. 25) встановлює, що громадянин України не може бути позбавлений права змінити громадянство. Вихід із громадянства — акція добровільна, яка відбувається за особистим клопотанням громадянина на ім'я Президента України. Ніхто не має права заборонити особі змінити своє громадянство. Згідно зі ст. 18 Закону «Про громадянство України», громадянин України, який, відповідно до чинного законодавства, є таким, що постійно проживає за кордоном, може вийти з громадянства України за його клопотанням.
При цьому суттєве значення має вирішення питання про громадянство дітей. Закон передбачає такі варіанти розв'язання цієї проблеми. Якщо дитина виїхала разом із батьками на постійне проживання за кордон і батьки виходять з громадянства України, за клопотанням одного з батьків разом із батьками з громадянства України може вийти і дитина. Якщо один із батьків виїхав разом із дитиною на постійне проживання за кордон і виходить із громадянства України, а другий залишається громадянином України, дитина може вийти з громадянства України разом з тим із батьків, який виходить із громадянства України, за його клопотанням. Якщо один із батьків виїхав разом з дитиною на постійне проживання за кордон і виходить із громадянства України, а другий є іноземцем чи особою без громадянства, дитина може вийти з громадянства України разом з тим із батьків, який виходить із громадянства України, за його клопотанням. Якщо дитина виїхала на постійне проживання за кордон і її батьки вийшли з громадянства України, дитина може вийти з громадянства України за клопотанням одного з батьків. Якщо дитина виїхала на постійне проживання за кордон з одним із батьків і він вийшов із громадянства України, а другий є громадянином України, дитина може вийти з громадянства України за клопотанням про це того з батьків, який вийшов із громадянства України. Якщо дитина виїхала на постійне проживання за кордон з одним із батьків і він вийшов із громадянства України, а другий є іноземцем чи особою без громадянства, дитина може вийти з громадянства України за клопотанням того з батьків, який вийшов із громадянства України. Дитина, яка, відповідно до чинного законодавства України, вважається такою, що постійно проживає за кордоном, може вийти з громадянства України за клопотанням одного з батьків. Дитина, яка набула громадянство України за народженням, якщо на момент її народження батьки або хоча б один із них були іноземцями чи особами без громадянства, може вийти з громадянства України за клопотанням одного з батьків незалежно від місця проживання дитини. Дитина, яка усиновлена подружжям, один із якого є громадянином України, а другий є іноземцем, може вийти з громадянства України за клопотанням усиновителя, який є іноземцем. Дитина, усиновлена іноземцями або особами без громадянства, може вийти з громадянства України за клопотанням одного з усиновителів.
Принципове значення має положення, що вихід дітей віком від чотирнадцяти до вісімнадцяти років із громадянства України може відбуватися лише за їх згодою.
Для запобігання набуттю громадянином України статусу особи без громадянства законом чітко встановлено, що вихід із громадянства України допускається, якщо особа набула громадянство іншої держави або отримала документ, виданий уповноваженими органами іншої держави, про те, що громадянин України набуде її громадянство, якщо вийде з громадянства України.
У Законі закріплено також, що вихід із громадянства України не допускається, якщо особу, яка клопоче про вихід із громадянства України, в Україні притягнуто як обвинувачену у кримінальній справі або стосовно якої в Україні є обвинувальний вирок суду, що набрав чинності і підлягає виконанню.
Датою припинення громадянства України внаслідок виходу є дата видання відповідного Указу Президента України. Таким чином, йдеться не про автоматичне припинення особою громадянства.

## Втрата громадянства
Закон України «Про громадянство України» (ст. 19) встановлює підстави втрати громадянства України. Такими підставами є:
1) добровільне набуття громадянином України громадянства іншої держави, якщо на момент такого набуття він досяг повноліття. Добровільним набуттям громадянства іншої держави вважаються всі випадки, коли громадянин України для набуття громадянства іншої держави повинен був звертатися із заявою чи клопотанням про таке набуття відповідно до порядку, встановленого національним законодавством держави, громадянство якої набуто. Не вважається добровільним набуттям іншого громадянства такі випадки: а) одночасне набуття дитиною за народженням громадянства України та громадянства іншої держави чи держав; б) набуття дитиною, яка є громадянином України, громадянства своїх усиновителів унаслідок усиновлення її іноземцями; в) автоматичне набуття громадянином України іншого громадянства в результаті одруження з іноземцем; г) автоматичне набуття громадянином України, який досяг повноліття, іншого громадянства внаслідок застосування законодавства іноземної держави, якщо такий громадянин не отримав документ, що підтверджує наявність у нього громадянства іншої держави;
2) прийняття до громадянства України внаслідок обману, свідомого подання неправдивих відомостей або фальшивих документів;
3) добровільний вступ на військову службу іншої держави, яка за законодавством цієї держави не є загальним військовим обов'язком чи альтернативною (невійськовою) службою. Причому підстави, передбачені пунктами 1 і 3, не застосовуватимуться, якщо внаслідок їх застосування громадянин України стане особою без громадянства.
У Законі «Про громадянство України» визначена правосуб'єктність громадянина України, який подав заяву про вихід із громадянства та щодо якого оформляється втрата громадянства. Така особа до набрання чинності рішенням про припинення громадянства користується всіма правами і несе всі обов'язки громадянина України.
У статті 21 цього Закону встановлено, що рішення про оформлення набуття громадянства України скасовується, якщо особа набула громадянство України шляхом обману, внаслідок подання свідомо неправдивих відомостей або фальшивих документів, приховування будь-якого факту, як-то громадянство іншої країни, за наявності якого особа не може набути громадянство України.